# Sonic Underground
Sonic Underground, nota anche con il titolo francese Sonic le Rebelle, è una serie animata franco-statunitense prodotta da TF1, DIC Entertainment e Les Studios Tex che segue le avventure di Sonic the Hedgehog e i suoi fratelli Sonia e Manic.
Terza serie televisiva basata sul franchise, che come le precedenti serie animate del riccio blu non è una serie ufficializzata da SEGA come Sonic X e Sonic Boom, ma una versione molto libera che possiede una trama differente da altre serie o videogiochi, e ha tralasciato molti dettagli della serie originale. Sonic, Knuckles e Dr. Robotnik sono gli unici tre personaggi ad apparire anche nei videogiochi, anche se nei videogiochi la versione di quest'ultimo è totalmente diversa a partire dal nome originale usato in Giappone (Eggman). È composta da 40 puntate.
In Italia è stata trasmessa su Italia 1 nel 1999 e replicata nel 2005 su Boing e dal 15 ottobre 2012 su Planet Kids.
Dal 22 ottobre 2015 è stata presente su Netflix, mentre da luglio 2020 su TIMvision.

## Trama
La serie è ambientata sul lontano pianeta Mobius, governato dalla benefica regina Aleena. Anni fa, il terribile e crudele Dottor Nick, ha conquistato il pianeta con il suo esercito di robot, instaurando un regime totalitario. Nobili, ricchi e benestanti furono lasciati liberi per far circolare l'economia in cambio di fedeltà al regime, mentre civili, poveri e ribelli furono costretti a pagare numerose e onerose tasse, venendo robotizzati nel caso non riuscissero a pagare, diventando quindi schiavi e soldati dello scienziato. La regina Aleena fu quindi dichiarata fuorilegge e fu costretta a nascondersi; secondo una profezia svelata dall'Oracolo di Delphius, un giorno la regina e i suoi tre bambini (Sonic, Sonia e Manic) un giorno formeranno il "Consiglio dei Quattro" per depositare Nick e riconquistare il trono. Affinché potesse avverarsi, la regina fu costretta a malincuore ad abbandonare separati i suoi tre figli, sapendo che un giorno si sarebbero riuniti per iniziare a cercarla. Alcuni abitanti del pianeta si ribellarono e formarono i Combattenti per la Libertà (Freedom Fighters) per contrastare il regime, venendo pertanto screditati e additati come responsabili di disordini e criminalità.
Quando i fratelli divennero grandi, l'Oracolo di Delphius gli rivelò la profezia, perciò Sonic, Sonia e Manic decidono di unirsi ai Combattenti per la libertà per fermare il tirannico dittatore e salvare Mobius. I tre protagonisti possiedono dei medaglioni che si possono trasformare in strumenti musicali, che usano come armi laser. Gli strumenti vengono anche usati per formare una band, i "Sonic Underground". Anche Nick conosce la profezia tramite l'Oracolo, così assume Sleet e Dingo come cacciatori di taglie per catturare i ricci.
In ogni episodio, Nick formula diversi piani per sconfiggere la resistenza e catturare i ricci con soldati e trappole. I tre riescono sempre a sventare i suoi piani e nel frattempo cercano di rintracciare la madre, continuando però a mancarla per colpa loro o di interferenze nemiche nei piani, così lei riesce sempre a scappare per non essere catturata. Allo stesso modo Sleet e Dingo non vengono mai pagati e non sono quindi totalmente fedeli allo scienziato; talvolta cercano di tradire o rovesciare il capo pur di ricevere la paga, ma nonostante le minacce Nick non si sbarazza mai dei due cacciatori di taglie.

## Personaggi

### Personaggi principali
- Sonic the Hedgehog: il protagonista della serie e primogenito della regina Aleena, è un riccio blu super veloce che va matto per i chili dog. Leader e chitarrista della band, indossa delle scarpe da ginnastica anti-gravità che gli permettono di librarsi sul terreno durante la corsa. Il suo medaglione, che è il meno potente, può trasformarsi in una chitarra elettrica a due manici. Doppiato da Jaleel White (ed. inglese), Pietro Ubaldi (ed. italiana).
- Sonia the Hedgehog: seconda in ordine di nascita della regina Aleena, è la pianista della band. Essendo cresciuta in ambienti aristocratici detesta sporcarsi ed è molto brava con il karate e la ginnastica. Possiede una motocicletta che le permette di andare alla stessa velocità di Sonic (viene distrutta nella puntata 36) ed è innamorata di Bartleby. Il suo medaglione può trasformarsi in una tastiera che talvolta usa come fucile d'assalto. Doppiata da Jaleel White (ed. inglese), Debora Magnaghi (ed. italiana).
- Manic the Hedgehog: terzogenito della regina Aleena e batterista della band. È un metallaro, come evidenziato dal suo modo di suonare e l'abbigliamento, specie i polsini con le borchie aguzze. Dopo l'allontanamento dalla madre, Manic è stato trovato e adottato dagli zingari di Mobius, i quali lo hanno addestrato a rubare. Essendo vissuto da zingaro, è abituato a vivere negli ambienti sporchi ed è abilissimo ad agire furtivamente e hackerare i sistemi informatici. Ha un hoverboard che usa per fare surf e stare al passo di Sonic e alla motocicletta di Sonia. Non possiede né le tecniche di Sonic, né di Sonia ed è quindi il membro che fa più uso del medaglione. Tuttavia, il potere del suo medaglione è il più potente dei tre, il quale può trasformarsi in una batteria in grado di provocare violenti terremoti e direzionare le rocce a piacimento, mentre i piatti possono deviare i laser. Ogni volta che esegue un assolo sul proprio strumento non riesce mai a trattenere la sua folle velocità di esecuzione e sfoggia uno stile hard rock o speed metal. Doppiato da Jaleel White (ed. inglese), Luca Sandri (ed. italiana).

### Antagonisti
- Dottor Nick (Dottor Robotnik in originale): è l'antagonista principale della serie nonché il tirannico dittatore del pianeta Mobius, la cui capitale ha ribattezzato Robotropolis. Governa con il suo esercito di robot e robotizza chi si oppone a lui. I suoi principali assistenti sono i cacciatori di taglie Sleet e Dingo, che fanno di tutto pur di catturare i tre ricci. Viene spesso preso in giro dai protagonisti con nomignoli come "Bubbonick", "Tripponick" e "Ciccionick" (stessi insulti provenienti dalle precedenti serie). Sebbene mantenga l'aspetto simile della serie precedente (e della serie a fumetti edita da Archie Comics) ha un lato più comico prelevato dalla prima serie animata. Doppiato da Garry Chalk (ed. inglese), Riccardo Lombardo (ed. italiana).
- Sleet: è uno dei cacciatori di taglie del Dottor Nick, è un lupo grigio astuto affiancato sempre a Dingo, nonché la mente del duo; nella versione originale parla con un accento slovacco. Dato che il suo compagno è praticamente privo di intelligenza, Sleet è costretto a condurlo in tutte le missioni. Possiede uno speciale telecomando che può trasformare il suo compagno in qualsiasi cosa, prevalentemente in grandi creature e mezzi di trasporto. Doppiato da Maurice LaMarche (ed. inglese), Sergio Romanò (ed. italiana).
- Dingo: è uno dei cacciatori di taglie del Dottor Nick, è un enorme, muscoloso e biondo cane mobian molto ignorante e maldestro che nella versione originale parla con un accento australiano. Le sue mani e la sua gamba sinistra sono robotizzate. È innamorato di Sonia, nonostante sia sua nemica e non riesce quasi mai a nascondere i suoi sentimenti. Ciononostante, rimane sempre fedele al suo socio Sleet, anche se odia essere trasformato dal telecomando. Doppiato da Peter Wilds (ed. inglese), Marco Balzarotti (ed. italiana).
- Megarobot (Swatbots in originale): sono i robot-sentinella del dottor Nick. A differenza della serie precedente, hanno un nuovo design e sono maggiormente variopinti.

### Personaggi secondari
- Regina Aleena (Queen Aleena in originale): un riccio femmina viola, è la vera sovrana di Mobius e voce narrante all'inizio di ogni episodio, oltre che leader segreta dei Combattenti per la libertà. Quando Nick conquistò il pianeta  e dovette abbandonare i suoi figli. Secondo la profezia, i suoi figli, Sonic, Manic e Sonia, la ritroveranno, tuttavia nella serie non è mai accaduto. Doppiata da Gail Webster (ed. inglese), Dania Cericola (ed. italiana).
- Knuckles l'Echidna (Knuckles the Echidna): un'echidna rosso, è il guardiano dell'Isola Galleggiante (Floating Island), così chiamata perché fluttua in aria grazie all'energia di una potente gemma verde chiamata Smeraldo dello Scompiglio (Chaos Emerald). Tale incarico gli è stato affidato dal bisnonno Athair. Per proteggere la sua casa, Knuckles usa la sua forza sovrumana e ha piazzato trappole su tutta l'isola. Possiede un dinosauro domestico denominato Chomps. Doppiato da Brian Drummond (ed. inglese), Davide Garbolino (ed. italiana).
- Cyrus: un leone che lavora come meccanico per i Combattenti per la libertà e amico d'infanzia di Sonic. Alla sua prima apparizione lavora come spia doppiogiochista per il dottor Nick, ma poi si ribella a quest'ultimo per non fargli scoprire un nascondiglio di bambini; per punizione Nick ha robotizzato suo padre. Doppiato da Ian James Corlett (ed. inglese), Daniele Demma (ed. italiana).
- Bartleby MontClair: ex-fidanzato di Sonia, è un visone che nella versione originale parla con un accento inglese, vagamente reminiscente di Antoine dalla precedente serie. Pur dichiarandosi fedele al regime di Nick, ricorre al doppio gioco quando di mezzo ci sono i ricci. Sapendo della cotta tra lui e Sonia, in un episodio Nick lo processa con la falsa accusa di finanziare la resistenza per attirare i nemici. Doppiato da Phil Hayes (ed. inglese), Diego Sabre (ed. italiana).
- Trevor: è un topo marrone chiaro che fa parte dei Combattenti per la Libertà. A causa degli occhiali da sole e i vestiti sul torso, ha l'aspetto di un hippy stereotipato. Amico dei Sonic Underground e Cyrus, si occupa di fornire ai Combattenti per la libertà i dettagli di piani e missioni. Doppiato da Matt Hill (ed. inglese), ? (ed. italiana).
- Oracolo di Delphius: è un formichiere verrucoso che vive in una grotta. L'Oracolo affermò che il Dottor Nick verrà sconfitto da Sonic, Sonia e Manic. Doppiato da Maurice LaMarche (ed. inglese), Riccardo Peroni (ed. italiana).
- Athair: bisnonno di Knuckles, è un anziano echidna rosso che vive da eremita in una caverna in cima a un'altissima montagna. Ha poteri chiaroveggenti e può percepire l'energia degli Smeraldi dello Scompiglio. Doppiato da Maurice LaMarche (ed. inglese), ? (ed. italiana).

## Produzione

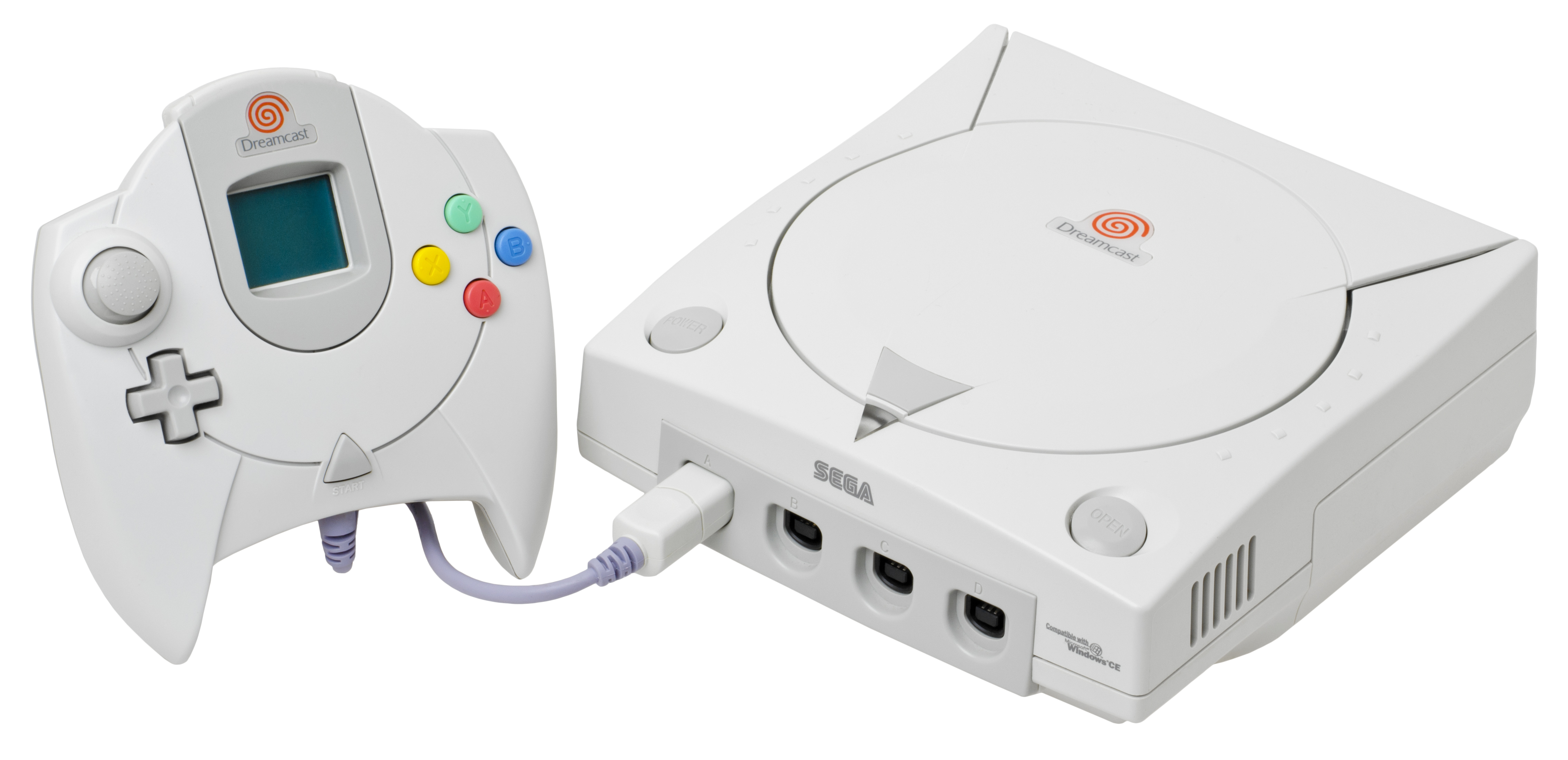
Sonic Underground è stata pensata inizialmente per fare pubblicità al Dreamcast.

Secondo una comune credenza, l'allora AD di Sega of America Shoichiro Irimajiri contattò quello della DiC Andy Heyward per realizzare un nuovo cartone sul franchise, che avrebbe contribuito all'interesse di acquistare la nuova console, il Dreamcast. La produzione di Sonic Underground iniziò all'inizio del 1997, quasi contemporaneamente a quella del Dreamcast e Sonic Adventure. La genesi del cartone fu scritta già a marzo 1997. Lo show fu pubblicamente annunciato a inizio dicembre 1997.
Durante la produzione venivano creati due episodi a settimana e gli autori pensarono di non avere abbastanza tempo per "collegare tutto" nella trama, essendo per coerenza limitati a una saga sulle origini di sole tre parti. La DiC ricorse alle audizioni per generare le trame degli episodi. Periodicamente, una ventina di scrittori non affiliati venivano portati negli studi per conoscere i personaggi stabiliti e fare brainstorming sulle possibili trame per gli episodi, dopo di che ne sarebbero stati selezionati circa uno o due. L'animazione dello show è stata esternalizzata allo studio di animazione taiwanese Hong Ying Animation con gli storyboard e l'animazione dei titoli principali realizzati a Madrid da Milimetros, S.A. (responsabile anche dell'animazione della seconda serie animata del 1993 e alcuni storyboard della prima), servizi di pre-produzione forniti da Le Studio Ellipse, servizi di impaginazione a cura di Arles Animation e servizi di post-produzione video e audio a cura di Les Studios de Saint-Ouen. Secondo Robby London, Sega of Japan ha avuto un ruolo attivo nel processo di approvazione di Sonic Underground, arrivando al punto di costringere DiC a rianimare i personaggi con cinque dita invece di quattro come nelle altre due, a causa dell'associazione giapponese di quattro dita con la yakuza.
Sebbene una volta si credesse che fossero stati realizzati 65 episodi e ne andarono in onda solo 40, Ben Hurst, uno degli sceneggiatori di SatAM coinvolto anche nella produzione di Sonic Underground, durante una chiacchierata al Sonic Amateur Games Expo 2008 dichiarò che l'intenzione era di realizzarne 40 fin dall'inizio.

### Idee su trama e personaggi
Sonia fu pensata come protagonista di una sua serie per attirare un pubblico femminile. In essa doveva sostituire Sonic (che avrebbe fatto poche apparizioni essendo occupato ad inseguire Nick per la galassia) e affrontare Grotty (il magro gemello cattivo di Nick) con l'aiuto di Quilley, un porcospino cotto di lei che si caccia facilmente nei guai e spara gli aculei dal suo corpo per attaccare o difendersi. Allo stesso modo Grotty veniva spalleggiato da Nervetto e Testadura, di ritorno dalla prima serie animata del 1993. Successivamente, Sonia doveva essere la primogenita e bassista, con aspetto e carattere ispirati a Jessica Rabbit.
In seguito fu aggiunto un terzo protagonista, chiamato inizalmente Edsel; fu poi rinominato in Manic e doveva avere il comportamento di un bambino di due anni (oltre ad essere il più piccolo dei tre), incarnando in realtà il batterista rock medio.
La Regina Aleena era nota all'inizio come Principessa Rachel, aveva un marito scomparso e trovava lavori settimanali per rimanere anonima; secondo una proposta di narrativa infatti, i suoi tre bambini avrebbero dovuto inoltre scoprire cosa fosse successo al loro padre, pur avendo qualche sospetto. Allo stesso modo Nick sarebbe stato spalleggiato da Nervetto e Testadura, oltre a desiderare di sposare la sovrana rovesciata, idea poi riciclata per il primo episodio. Inoltre la principessa avrebbe avuto il pelo rosso.

### Musiche
La sigla è stata composta da Robby London e Mike Piccirillo, ed è accompagnata da un video animato direttamente dalla DiC; le canzoni per lo show sono sempre opera di Piccirillo, assieme a Jean-Michel Guirao. durante la composizione dei brani, secondo Piccirillo non c'erano ancora storyboard pronti, quindi poteva basarsi solo sulle sceneggiature, che spesso dicevano quale morale o lezione la canzone avrebbe dovuto trattare in ogni episodio.

## Trasmissione
La serie andò in onda per la prima volta in Francia dal 6 gennaio al 23 maggio 1999, mentre negli Stati Uniti dal 30 agosto al 22 ottobre.
In Italia fu trasmessa nello stesso anno su Italia 1 con la sigla Sonic, cantata da Cristina D'Avena. Fu poi replicata su Boing nel 2005 e su Planet Kids dal 15 ottobre 2012. Dal 22 ottobre 2015 è stata presente su Netflix, mentre da luglio 2020 su TIMvision; in tutte le repliche elencate viene usata la sigla originale, Sonic Underground.

## Doppiaggio
Sia nel doppiaggio originale che italiano il ruolo di Sonic è immutato, mentre solo in originale Ian James Corlett e Garry Chalk avevano lavorato anche alla prima.
| Personaggio                  | Doppiatore originale                                                                                        | Doppiatore italiano |
| ---------------------------- | --- | --- |
| Sonic                        | Jaleel White (dialoghi), Sam Vincent (Sonic canto), Tyley Ross (Manic canto), Stevie Vallance (Sonia canto) | Pietro Ubaldi, Patrizia Scianca (da piccolo, ep. 26)                                                                      |
| Manic                        | Jaleel White (dialoghi), Sam Vincent (Sonic canto), Tyley Ross (Manic canto), Stevie Vallance (Sonia canto) | Luca Sandri, Sabrina Bonfitto (da piccolo, ep. 26)                                                                        |
| Sonia                        | Jaleel White (dialoghi), Sam Vincent (Sonic canto), Tyley Ross (Manic canto), Stevie Vallance (Sonia canto) | Debora Magnaghi |
| Knuckles / Tira Pugni        | Brian Drummond                                                                                              | Davide Garbolino |
| Bartleby MontClair           | Phil Hayes                                                                                                  | Diego Sabre |
| Dr. Nick (Dr. Robotnik)      | Garry Chalk                                                                                                 | Riccardo Lombardo |
| Sleet                        | Maurice LaMarche                                                                                            | Sergio Romanò |
| Dingo                        | Peter Wilds                                                                                                 | Marco Balzarotti |
| Cyrus                        | Ian James Corlett                                                                                           | Daniele Demma |
| Regina Aleena (Queen Aleena) | Gail Webster                                                                                                | Dania Cericola |
| Oracolo di Delphius          | Maurice LaMarche                                                                                            | Riccardo Peroni |
| Voci aggiunte                | Maurice LaMarche, Matt Hill, Louise Vallance                                                                | Pietro Ubaldi, Riccardo Rovatti, Riccardo Peroni, Davide Garbolino, Alessandra Karpoff, Gianni Mantesi, Enrico Bertorelli |

Anni dopo, Garry Chalk è apparso come cameo nel primo lungometraggio live-action, mentre Brian Drummond ha doppiato Eggman e le sue varianti in Sonic Prime. Con l'inizio del doppiaggio italiano dei giochi da Sonic Generations, Luca Sandri ha ottenuto il ruolo di Cubot, Diego Sabre ha doppiato Vector the Crocodile e Zazz fino al 2022 (anno in cui si è ritirato), Riccardo Lombardo ha doppiato Shadow the Hedgehog nella versione 3DS di Generations e la serie Super Smash Bros., Davide Garbolino ha doppiato Zor in Sonic Lost World oltre a tornare per ruoli secondari in Sonic Boom e Sabrina Bonfitto doppia Cream the Rabbit.

## Episodi
La serie televisiva di Sonic Underground consiste in 40 puntate.

## Accoglienza
La serie ha ricevuto principalmente recensioni negative. David Cornelius di DVD Talk ha affermato che molti la preferirono alla serie precedente sebbene sia talvolta più sciocca, cupa e strana conquistando però il suo pubblico, proprio grazie all'originalità degli episodi. GamesRadar ha descritto lo show "uno dei momenti peggiori di Sonic", definendo però le canzoni "orecchiabili".

## Altri media

### Fumetti
Archie Comics ha prodotto una storia tie-in che riepiloga gli avvenimenti del primo episodio. L'adattamento viene narrato nella seconda storia del decimo numero di Sonic Super Special, in cui avviene un crossover tra la serie animata e la serie a fumetti Sonic the Hedgehog. Gli avvenimenti sono ambientati tra i numeri 72-73. Nell'albo, oltre ai Sonic Underground, il dottor Robotnik, Sleet e Dingo, compaiono anche altre tre controparti di Sonic: il protagonista dei fumetti Archie (noto anche come "Prime Sonic"), Evil Sonic e Zonic the Zone Cop. A differenza del cartone, Sleet e Dingo hanno subito una colorazione più scura del solito; anche la Regina Aleena, visibile in un flashback, è rosa-fucsia, mentre nello show è viola.
In questa storia, Prime Sonic riceve una chiamata di aiuto dalla sua controparte Zonic, il quale, lo informa che tutti gli altri Sonic del multiverso (tranne il protagonista dello show) hanno dato al dottor Robotnik un pezzo di un enorme esoscheletro da combattimento armato noto come Giant Borg. Lo scienziato pianifica di usarlo per radere al suolo ogni cosa, ma viene fermato e catturato da Zonic e i due Sonic, i quali, lo lasciano appeso su un portabandiera salvandolo dal missile sparato da lui stesso che ha distrutto l'esoscheletro. I tre e i Sonic Underground successivamente, salvano Evil Sonic dall'essere robotizzato e viene successivamente arrestato da Zonic; il protagonista dei fumetti torna quindi nella sua dimensione salutando la band.
Per il cinquantesimo albo dello spin-off Sonic Universe era previsto un epilogo a lieto fine della serie animata, ma ciò non è accaduto poiché al suo posto fu pubblicata una storia che ha raccontato le origini di Metal Sonic e di un suo nemico, ovvero Shard the Metal Sonic. Tale albo ha fatto spazio per una ristampa del venticinquesimo numero di Sonic the Hedgehog, nel quale Metal Sonic fece la sua prima apparizione nel fumetto ricorrente.

### Videogiochi
Nel 2000 la Tiger Electronics ha pubblicato un videogioco LCD a tema su licenza dei produttori.
Il manuale di istruzioni riporta alcune differenze nella trama: non appena l'Oracolo svela la profezia, Nick lo bandisce in una landa ghiacciata e manda i suoi Megarobot a catturare i tre ricci neonati, prontamente abbandonati separati con medaglioni d'oro al collo e Sonic scopre la verità dall'Oracolo in punto di morte, per poi riunirsi con i gemelli. Nei sei livelli bisogna sconfiggere i Megarobot ed evitare Sleet e Dingo, raccogliendo inoltre le note musicali, la chitarra di Sonic e l'hoverboard di Manic; ogni azione eseguita correttamente fa guadagnare un dato numero di punti. Al termine di ogni livello i tre protagonisti si esibiscono suonando tutte le note raccolte. Nel settimo e ultimo livello appare la regina Aleena, catturata dal dottor Nick; per vincere bisogna colpirlo con tre azioni rotanti potenziate. Sconfitto lo scienziato i tre ricci si riuniscono alla madre.

## Curiosità
- Sonic era stato pensato anche come musicista durante la creazione del primo titolo del franchise; si era proposto di inserire un sound test raffigurante il riccio come cantante di una rock band assieme ad altri quattro personaggi, successivamente scartato.[24]
- A causa di circostanze non chiare, una fan-art di Sonia realizzata e pubblicata su DeviantArt da "ArtByRiana" (precedentemente nota come "RianaD") modificata compie un cameo in Sonic & Sega All-Stars Racing, dove è raffigurata nei panni della regina di quadri nel circuito "Via delle Roulette"; la versione X360/PS3 ha poi ricevuto un aggiornamento dove viene sostituita da Amy, mentre su Wii e Steam non è stata corretta.[25]